# Tour de l'Ain 2009
La 21e édition de la course cycliste Tour de l'Ain a eu lieu du 9 au 12 août 2009. La course compte au classement de l'UCI Europe Tour 2009.
La victoire finale est revenue au jeune Estonien Rein Taaramäe de l'équipe Cofidis. Mais l'une des principales attractions de l'épreuve aura été le retour à la compétition d'Alexandre Vinokourov vainqueur du contre-la-montre de la troisième étape b. Cette participation, ainsi que le tableau d'honneur de l'épreuve montre l'intérêt grandissant de cette épreuve pour les équipes françaises, mais également pour certaines équipes étrangères. Elle permet notamment aux équipes de former leurs jeunes coureurs sur une course à étapes sélective, comme c'est le cas pour Rein Taaramäe cette année, tout en jugeant l'état de forme de certains leaders entre deux grandes compétitions que sont le Tour de France et le Tour d'Espagne.

## Participation
| ProTeams (8)- Cofidis, le Crédit en Ligne - Astana - BBox Bouygues Telecom - Caisse d'Épargne - La Française des jeux - Quick Step - Silence-Lotto - AG2R La Mondiale Équipes continentales professionnelles (3)- Agritubel - BMC Racing Team - Skil-Shimano Équipes continentales (6)- Auber 93 - Besson Chaussures-Sojasun - Bretagne-Schuller - Rabobank Continental - Roubaix Lille Métropole - Colombia es Pasión Coldeportes Équipes nationales (2)- France espoirs - Kazakhstan |
| |

## Les étapes
| Étape      | Date    | Villes étapes                             | type                        | Distance (km) | Vainqueur d'étape    | Leader du classement général |
| ---------- | ------- | ----------------------------------------- | --------------------------- | ------------- | -------------------- | ---------------------------- |
| 1re étape  | 9 août  | Bourg-en-Bresse – Saint-Denis-lès-Bourg   |                             | 146,5         | Mickaël Buffaz       | Mickaël Buffaz               |
| 2e étape   | 10 août | Trévoux – Oyonnax                         |                             | 146,5         | José Joaquín Rojas   | Mickaël Buffaz               |
| 3e a étape | 11 août | Lélex – Lélex                             |                             | 103,2         | Ludovic Turpin       | Ludovic Turpin               |
| 3e b étape | 11 août | Saint-Genis-Pouilly – Saint-Genis-Pouilly | contre-la-montre individuel | 8,8           | Alexandre Vinokourov | Christopher Horner           |
| 4e étape   | 12 août | Belley – col du Grand Colombier           |                             | 126,9         | Rein Taaramäe        | Rein Taaramäe                |

## La course

### 1reétape

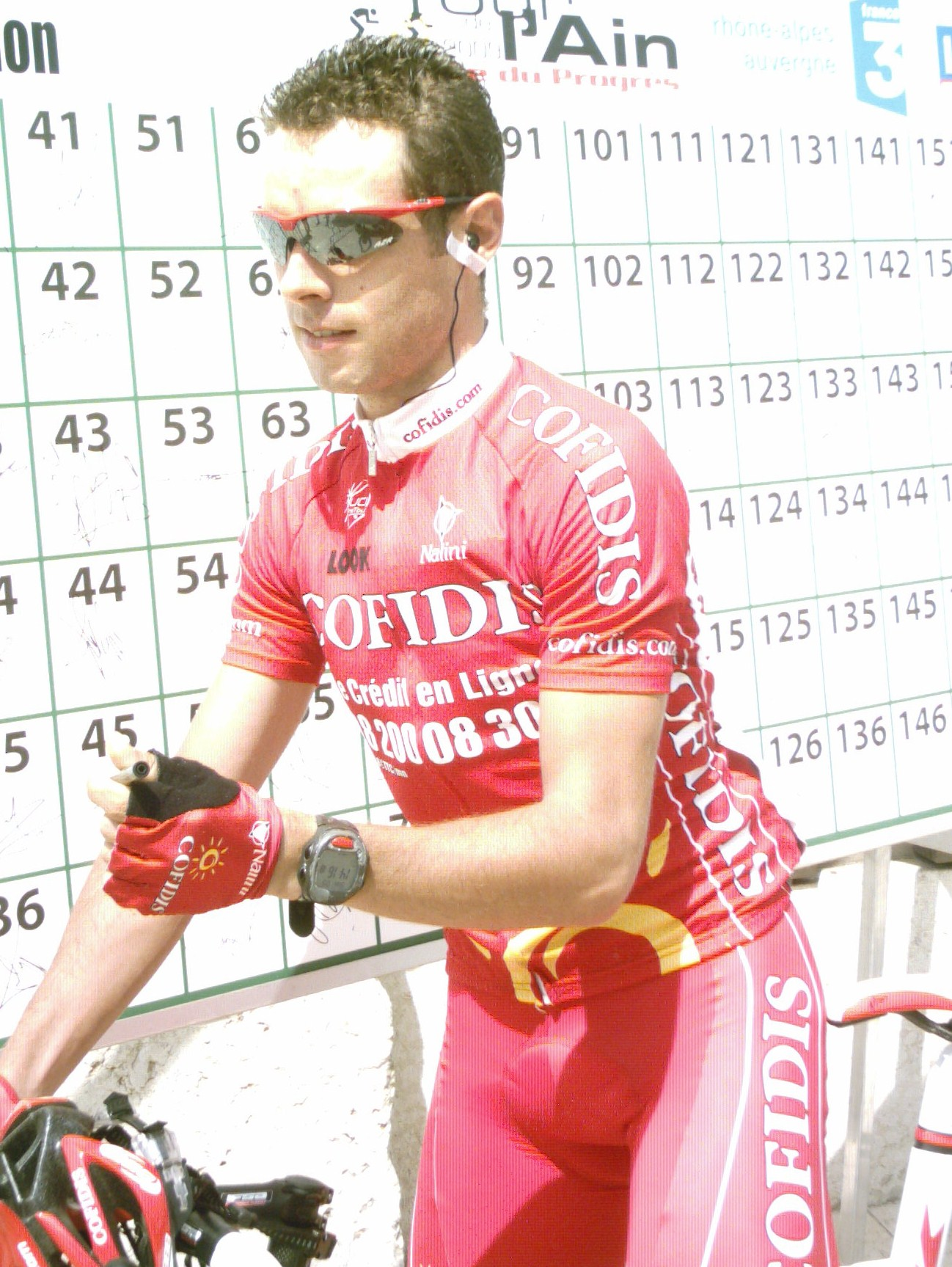
Mickaël Buffaz au départ de la 1re étape qu'il gagnera

La première étape du Tour de l'Ain 2009 s'est déroulée entre Bourg-en-Bresse et Saint-Denis-lès-Bourg, sous un temps ensoleillé et chaud mais avec une couverture nuageuse sur la fin de l'étape. D'une longueur de 146,5 kilomètres, l'étape avait un profil relativement plat avec une seule côte au kilomètre 23,6, la côte des Carronnières. Un sprint intermédiaire était en place au kilomètre 55,5 et offrait des points pour le maillot vert de sprinteur.
Dès le départ, l'allure fut très soutenue et deux coureurs se sont échappés aux environs du kilomètre 12. Il s'agit de Rémi Cusin (Agritubel) et Floris Goesinnen (Skil-Shimano). Peu après, Mickaël Buffaz (Cofidis) partait en chasse mais ne réussit à rentrer sur les deux échappés qu'après environ 25 kilomètres de course. À 112 kilomètres de l'arrivée, les trois hommes ont compté jusqu'à 7 minutes 40 d'avance sur le peloton. Les équipes pourvues d'un sprinteur ont ainsi commencé à accélérer l'allure du peloton pour tenter de revenir sur la tête de la course, mais les trois coureurs de tête ont réussi à conserver une petite avance pour jouer la victoire finale. C'est le régional Mickaël Buffaz qui empoche ainsi sa première victoire sur le Tour de l'Ain en devançant au sprint Rémi Cusin puis Floris Goesinnen. Le peloton arrive à 37 secondes, emmené par Robert Wagner. Floris Goesinnen, passé en premier au sommet de la côte des Carronnières, prend le maillot à pois de meilleur grimpeur. Rémi Cusin se contente du titre de coureur le plus combatif de l'étape. Davide Malacarne prend la tête du classement des meilleurs jeunes.
| \| Classement de l'étape \| Classement de l'étape \| Classement de l'étape \| Classement de l'étape \| Classement de l'étape \| \| Coureur \| Coureur \| Pays \| Équipe \| Temps \| \| --------------------- \| --------------------- \| --------------------- \| --------------------------- \| --------------------- \| \| 1er \| Mickaël Buffaz \| France \| Cofidis, le Crédit en Ligne \| \| \| 2e \| Rémi Cusin \| France \| Agritubel \| \| \| 3e \| Floris Goesinnen \| Pays-Bas \| Skil-Shimano \| \| \| 4e \| Robert Wagner \| Allemagne \| Skil-Shimano \| \| \| 5e \| Danilo Wyss \| Suisse \| BMC Racing Team \| \| \| 6e \| Mathieu Drujon \| France \| Caisse d'Épargne \| \| \| 7e \| Jean-Eudes Demaret \| France \| Cofidis, le Crédit en Ligne \| \| \| 8e \| Davide Malacarne \| Italie \| Quick Step \| \| \| 9e \| Ramon Sinkeldam \| Pays-Bas \| Rabobank Continental \| \| \| 10e \| Steven Tronet \| France \| Roubaix Lille Métropole \| \| |                    |           |                             |       |
| |                    |           |                             |       |
| Sources : ProCyclingStats Cycling Archives |                    |           |                             |       |
| Classement de l'étape |                    |           |                             |       |
| Coureur | Coureur            | Pays      | Équipe                      | Temps |
| 1er | Mickaël Buffaz     | France    | Cofidis, le Crédit en Ligne |       |
| 2e | Rémi Cusin         | France    | Agritubel                   |       |
| 3e | Floris Goesinnen   | Pays-Bas  | Skil-Shimano                |       |
| 4e | Robert Wagner      | Allemagne | Skil-Shimano                |       |
| 5e | Danilo Wyss        | Suisse    | BMC Racing Team             |       |
| 6e | Mathieu Drujon     | France    | Caisse d'Épargne            |       |
| 7e | Jean-Eudes Demaret | France    | Cofidis, le Crédit en Ligne |       |
| 8e | Davide Malacarne   | Italie    | Quick Step                  |       |
| 9e | Ramon Sinkeldam    | Pays-Bas  | Rabobank Continental        |       |
| 10e | Steven Tronet      | France    | Roubaix Lille Métropole     |       |

### 2eétape

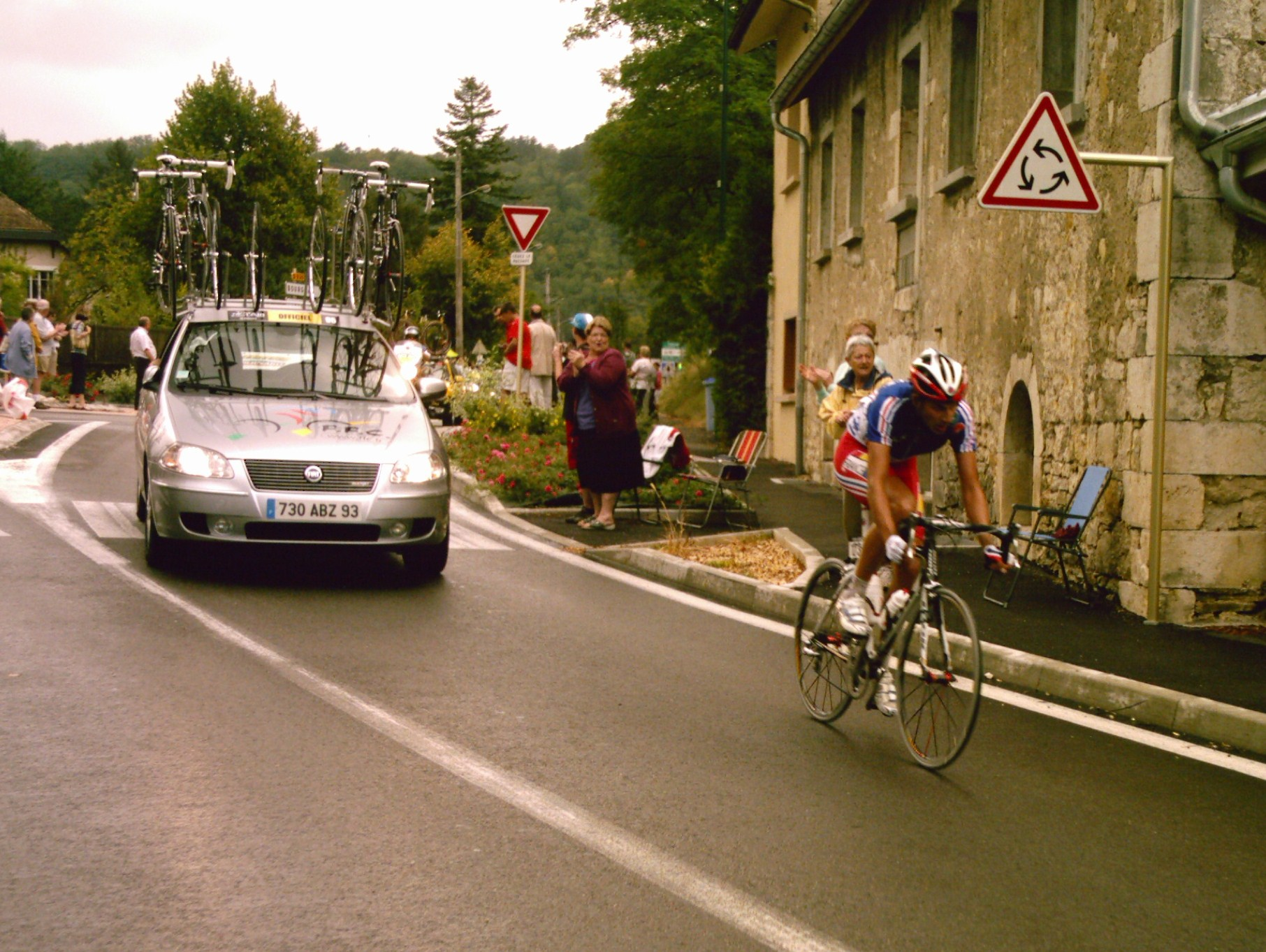
Yoann Bagot seul échappé à 25 kilomètres de l'arrivée, élu combatif de la 2e étape

La deuxième étape avait lieu entre Trévoux et Oyonnax pour une longueur de 146,5 kilomètres. C'est une étape dont la première partie était relativement plane avec la traversée des Dombes et de la Bresse et qui possédait un relief plus escarpé sur le final avec la remontée de la vallée de l'Ain, puis la côte d'Arbent située à 3 kilomètres de l'arrivée et comptant comme une côte de 3e catégorie au classement du meilleur grimpeur. Un sprint intermédiaire était également proposé au kilomètre 45,8 à Neuville-les-Dames.
Le départ a été donné sous un ciel couvert mais avec une température avoisinant les 23 °C. Beaucoup de coureurs ont essayé de partir en échappée durant la première partie de l'étape. Mais le peloton, sous l'impulsion de différentes équipes, a roulé à vive allure en ne laissant à personne la possibilité de sortir. Ainsi, pendant la première heure de course, 50,3 kilomètres ont été parcourus. À environ 82 kilomètres de l'arrivée, deux coureurs ont réussi à prendre distance sur le peloton, il s'agit du jeune Français Yoann Bagot et du Colombien Fader Ardila (Colombia es Pasion). Ces deux hommes n'étant pas dangereux pour le classement final, l'équipe Cofidis, porteuse du maillot de leader, les a laissés partir pour un écart maximal de 2 minutes 40 à 63 kilomètres de l'arrivée. Mais après le passage de la zone de ravitaillement, l'équipe a commencé à rouler pour revenir rapidement à proche distance des échappées. Ainsi, à environ 33 kilomètres l'avance n'était plus que de 1 minutes 30 et Yoann Bagot a tenté de partir seul malgré un final difficile. Il résista jusqu'au sommet de la côte d'Arbent mais s'est fait reprendre à 2 kilomètres de l'arrivée. C'est le moment choisi par Alexandre Vinokourov pour essayer d'aller décrocher la victoire, mais celle-ci revient finalement à un sprinteur, l'Espagnol José Joaquín Rojas. Au classement général, Mickaël Buffaz conserve son maillot jaune de leader.
| \| Classement de l'étape \| Classement de l'étape \| Classement de l'étape \| Classement de l'étape \| Classement de l'étape \| \| Coureur \| Coureur \| Pays \| Équipe \| Temps \| \| --------------------- \| --------------------- \| --------------------- \| --------------------- \| --------------------- \| \| 1er \| José Joaquín Rojas \| Espagne \| Caisse d'Épargne \| 3 h 18 min 05 s \| \| 2e \| Greg Van Avermaet \| Belgique \| Silence-Lotto \| + 0 s \| \| 3e \| Maxime Bouet \| France \| Agritubel \| + 0 s \| \| 4e \| Dario Cataldo \| Italie \| Quick Step \| + 0 s \| \| 5e \| Mathias Frank \| Suisse \| BMC Racing Team \| + 0 s \| \| 6e \| Davide Malacarne \| Italie \| Quick Step \| + 0 s \| \| 7e \| Jérôme Coppel \| France \| La Française des jeux \| + 0 s \| \| 8e \| Sébastien Duret \| France \| Bretagne-Schuller \| + 0 s \| \| 9e \| John Gadret \| France \| AG2R La Mondiale \| + 0 s \| \| 10e \| Cyril Gautier \| France \| BBox Bouygues Telecom \| + 0 s \| |                    |          |                       |                 |
| |                    |          |                       |                 |
| Sources : ProCyclingStats Cycling Archives |                    |          |                       |                 |
| Classement de l'étape |                    |          |                       |                 |
| Coureur | Coureur            | Pays     | Équipe                | Temps           |
| 1er | José Joaquín Rojas | Espagne  | Caisse d'Épargne      | 3 h 18 min 05 s |
| 2e | Greg Van Avermaet  | Belgique | Silence-Lotto         | + 0 s           |
| 3e | Maxime Bouet       | France   | Agritubel             | + 0 s           |
| 4e | Dario Cataldo      | Italie   | Quick Step            | + 0 s           |
| 5e | Mathias Frank      | Suisse   | BMC Racing Team       | + 0 s           |
| 6e | Davide Malacarne   | Italie   | Quick Step            | + 0 s           |
| 7e | Jérôme Coppel      | France   | La Française des jeux | + 0 s           |
| 8e | Sébastien Duret    | France   | Bretagne-Schuller     | + 0 s           |
| 9e | John Gadret        | France   | AG2R La Mondiale      | + 0 s           |
| 10e | Cyril Gautier      | France   | BBox Bouygues Telecom | + 0 s           |

### 3ea étape

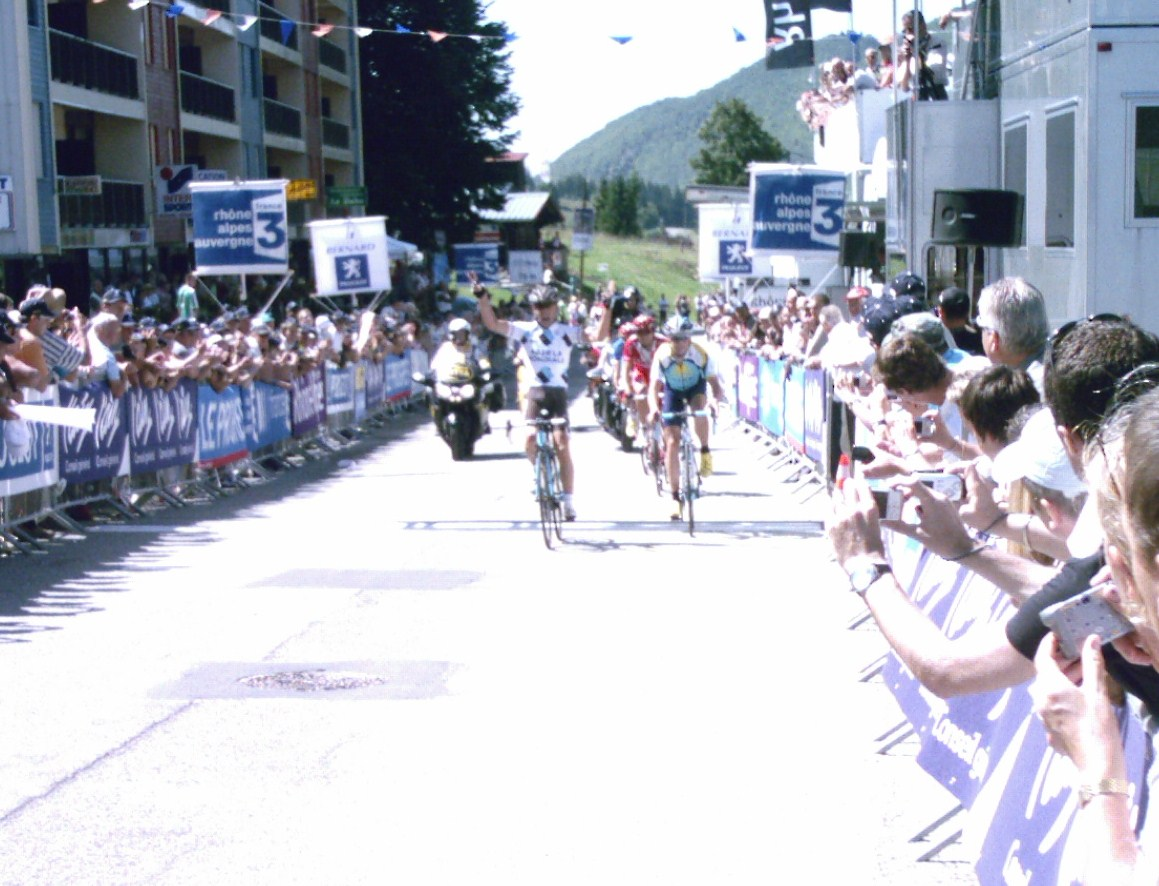
Victoire de Ludovic Turpin à Lélex

La troisième étape "a" était considérée comme la plus difficile de cette édition. En effet, la boucle autour de Lélex tracée dans les Monts Jura, d'une longueur de 103,2 kilomètres, est courue en première partie de journée. Elle comptait quatre ascensions recensées au Grand Prix de la montagne. Ce sont la côte de Lajoux, le col de Giron, le col de Menthières et la montée finale vers Lélex. Le temps était très ensoleillé.
Dès le départ, se présentait la côte de Lajoux. Les attaques ont donc été nombreuses à l'avant du peloton, mais la première grosse échappée était composée d'un groupe de dix-neuf coureurs qui n'aura pas réussi à prendre beaucoup d'avance puisqu'ils ont été repris avant le passage du premier col. Les attaques se sont donc répétées avant qu'un nouveau groupe de dix coureurs passe la première côte en tête, puis ce groupe fut composé de dix-neuf unités, puis même vingt-deux à 57 kilomètres de l'arrivée. L'écart était alors de 45 secondes. Mais à l'arrière, les coureurs étaient tous disséminés dans de petits groupes. Dans l'avant-dernière ascension de la journée, onze coureurs formaient l'échappée, deux hommes se trouvaient en contre, et le peloton était situé à plus d'une minute. Les hommes de tête étaient Ludovic Turpin (AG2R La Mondiale), David Moncoutié, Damien Monier et Rein Taaramäe (Cofidis), Mathieu Perget (Caisse d'Epargne) Greg Van Avermaet (Silence Lotto) Mathias Frank (BMC Racing Team), Nicolas Hartmann (Bretagne-Schuller) Dmitriy Fofonov (Équipe du Kazakhstan) et Christopher Horner (Astana). Le peloton maillot jaune de Mickaël Buffaz se trouvait à plus d'une minute. David Moncoutié est le premier à tenter de sortir dans la montée vers Menthières, il passe le sommet seul avec une vingtaine de secondes d'avance, mais il lui reste 21 kilomètres à parcourir. Le coureur de BMC, Mathias Frank sort également du groupe de tête et rejoint David Moncoutié dans la descente. Ils possèdent 20 secondes sur Sylvain Calzati, Ludovic Turpin, Rein Taaramäe et Christopher Horner 11 kilomètres de l'arrivée. Mais ces deux groupes se font reprendre et onze hommes se retrouvent donc en tête dans l'ascension vers Lélex. Encore une fois, David Moncoutié est le premier à sortir du groupe de tête à 4 kilomètres de la ligne. Il est rejoint par Ludovic Turpin, Rein Taaramäe et Christopher Horner un kilomètre plus loin. Ce sont ces quatre hommes qui vont se jouer la victoire, les deux coureurs Cofidis tentent tour à tour de sortir en vain, et c'est finalement Ludovic Turpin qui gagne au sprint dans la station de Lélex avec une vitesse moyenne de 38,93 km/h. Ce dernier prend la tête du classement général.
| \| Classement de l'étape \| Classement de l'étape \| Classement de l'étape \| Classement de l'étape \| Classement de l'étape \| \| Coureur \| Coureur \| Pays \| Équipe \| Temps \| \| --------------------- \| --------------------- \| --------------------- \| --------------------------- \| --------------------- \| \| 1er \| Ludovic Turpin \| France \| AG2R La Mondiale \| 2 h 38 min 17 s \| \| 2e \| Christopher Horner \| États-Unis \| Astana \| + 0 s \| \| 3e \| David Moncoutié \| France \| Cofidis, le Crédit en Ligne \| + 0 s \| \| 4e \| Rein Taaramäe \| Estonie \| Cofidis, le Crédit en Ligne \| + 0 s \| \| 5e \| Greg Van Avermaet \| Belgique \| Silence-Lotto \| + 6 s \| \| 6e \| Mathieu Perget \| France \| Caisse d'Épargne \| + 10 s \| \| 7e \| Mathias Frank \| Suisse \| BMC Racing Team \| + 10 s \| \| 8e \| Sylvain Calzati \| France \| Agritubel \| + 10 s \| \| 9e \| Nicolas Hartmann \| France \| Bretagne-Schuller \| + 31 s \| \| 10e \| Damien Monier \| France \| Cofidis, le Crédit en Ligne \| + 31 s \| |                    |            |                             |                 |
| |                    |            |                             |                 |
| Sources : ProCyclingStats Cycling Archives |                    |            |                             |                 |
| Classement de l'étape |                    |            |                             |                 |
| Coureur | Coureur            | Pays       | Équipe                      | Temps           |
| 1er | Ludovic Turpin     | France     | AG2R La Mondiale            | 2 h 38 min 17 s |
| 2e | Christopher Horner | États-Unis | Astana                      | + 0 s           |
| 3e | David Moncoutié    | France     | Cofidis, le Crédit en Ligne | + 0 s           |
| 4e | Rein Taaramäe      | Estonie    | Cofidis, le Crédit en Ligne | + 0 s           |
| 5e | Greg Van Avermaet  | Belgique   | Silence-Lotto               | + 6 s           |
| 6e | Mathieu Perget     | France     | Caisse d'Épargne            | + 10 s          |
| 7e | Mathias Frank      | Suisse     | BMC Racing Team             | + 10 s          |
| 8e | Sylvain Calzati    | France     | Agritubel                   | + 10 s          |
| 9e | Nicolas Hartmann   | France     | Bretagne-Schuller           | + 31 s          |
| 10e | Damien Monier      | France     | Cofidis, le Crédit en Ligne | + 31 s          |

### 3eb étape

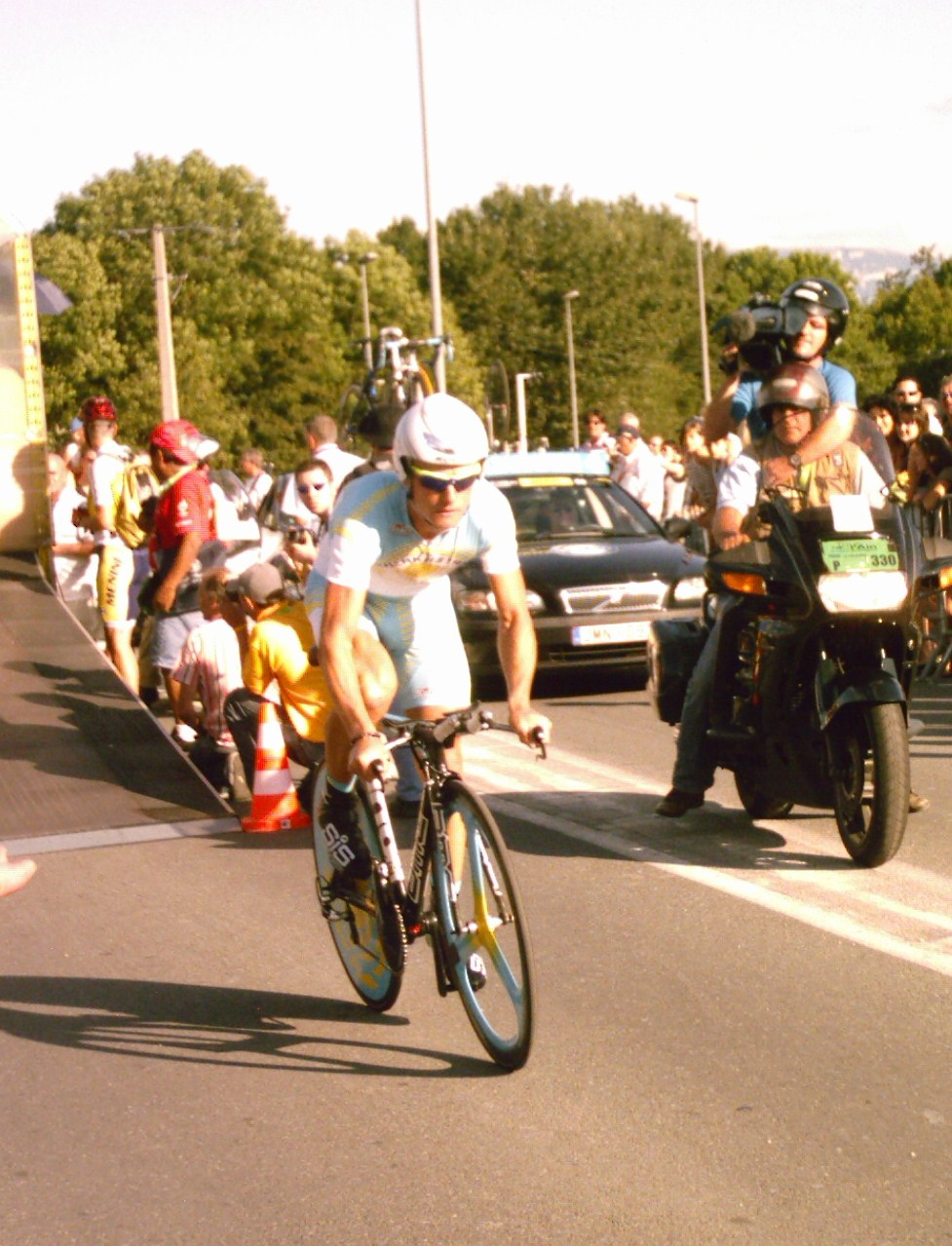
Alexandre Vinokourov au départ de la 3eb étape du Tour de l'Ain.

La troisième étape b est un court contre-la-montre de 8,8 kilomètres disputé autour de Saint-Genis-Pouilly. Il ne comporte pas de difficultés techniques car il y a seulement trois virages sur la boucle. Les deux premiers kilomètres sont faits d'un faux plat montant, pour terminer par des routes relativement planes.
Contrairement à l'édition précédente, un grand soleil et de hautes températures ont accompagné les coureurs sur le parcours. Alex Ardila (Colombia es Pasion Coldeportes) est le premier à partir à 17h30. Tous les coureurs se sont élancés, à l'exception de Valentin Iglinskiy parti avec 30 secondes de retard et sans vélo de contre-la-montre. Alexandre Vinokourov est le seul coureur à être descendu sous les dix minutes. Il s'adjuge l'étape, mais le classement général est maintenant dominé par Christopher Horner qui termine troisième à 13 secondes.
Classement de l'étape 3b :
| \| Classement de l'étape \| Classement de l'étape \| Classement de l'étape \| Classement de l'étape \| Classement de l'étape \| \| Coureur \| Coureur \| Pays \| Équipe \| Temps \| \| --------------------- \| --------------------- \| --------------------- \| --------------------------- \| --------------------- \| \| 1er \| Alexandre Vinokourov \| Kazakhstan \| Astana \| 9 min 59 s \| \| 2e \| Michiel Elijzen \| Pays-Bas \| Silence-Lotto \| + 10 s \| \| 3e \| Christopher Horner \| États-Unis \| Astana \| + 13 s \| \| 4e \| Maxime Bouet \| France \| Agritubel \| + 20 s \| \| 5e \| Sergej Fuchs \| Allemagne \| Rabobank Continental \| + 21 s \| \| 6e \| Nicolas Vogondy \| France \| Agritubel \| + 25 s \| \| 7e \| Johan Mombaerts \| France \| Auber 93 \| + 26 s \| \| 8e \| Dario Cataldo \| Italie \| Quick Step \| + 26 s \| \| 9e \| Jérôme Coppel \| France \| La Française des jeux \| + 28 s \| \| 10e \| Damien Monier \| France \| Cofidis, le Crédit en Ligne \| + 28 s \| |                      |            |                             |            |
| |                      |            |                             |            |
| Sources : ProCyclingStats Cycling Archives |                      |            |                             |            |
| Classement de l'étape |                      |            |                             |            |
| Coureur | Coureur              | Pays       | Équipe                      | Temps      |
| 1er | Alexandre Vinokourov | Kazakhstan | Astana                      | 9 min 59 s |
| 2e | Michiel Elijzen      | Pays-Bas   | Silence-Lotto               | + 10 s     |
| 3e | Christopher Horner   | États-Unis | Astana                      | + 13 s     |
| 4e | Maxime Bouet         | France     | Agritubel                   | + 20 s     |
| 5e | Sergej Fuchs         | Allemagne  | Rabobank Continental        | + 21 s     |
| 6e | Nicolas Vogondy      | France     | Agritubel                   | + 25 s     |
| 7e | Johan Mombaerts      | France     | Auber 93                    | + 26 s     |
| 8e | Dario Cataldo        | Italie     | Quick Step                  | + 26 s     |
| 9e | Jérôme Coppel        | France     | La Française des jeux       | + 28 s     |
| 10e | Damien Monier        | France     | Cofidis, le Crédit en Ligne | + 28 s     |

### 4eétape

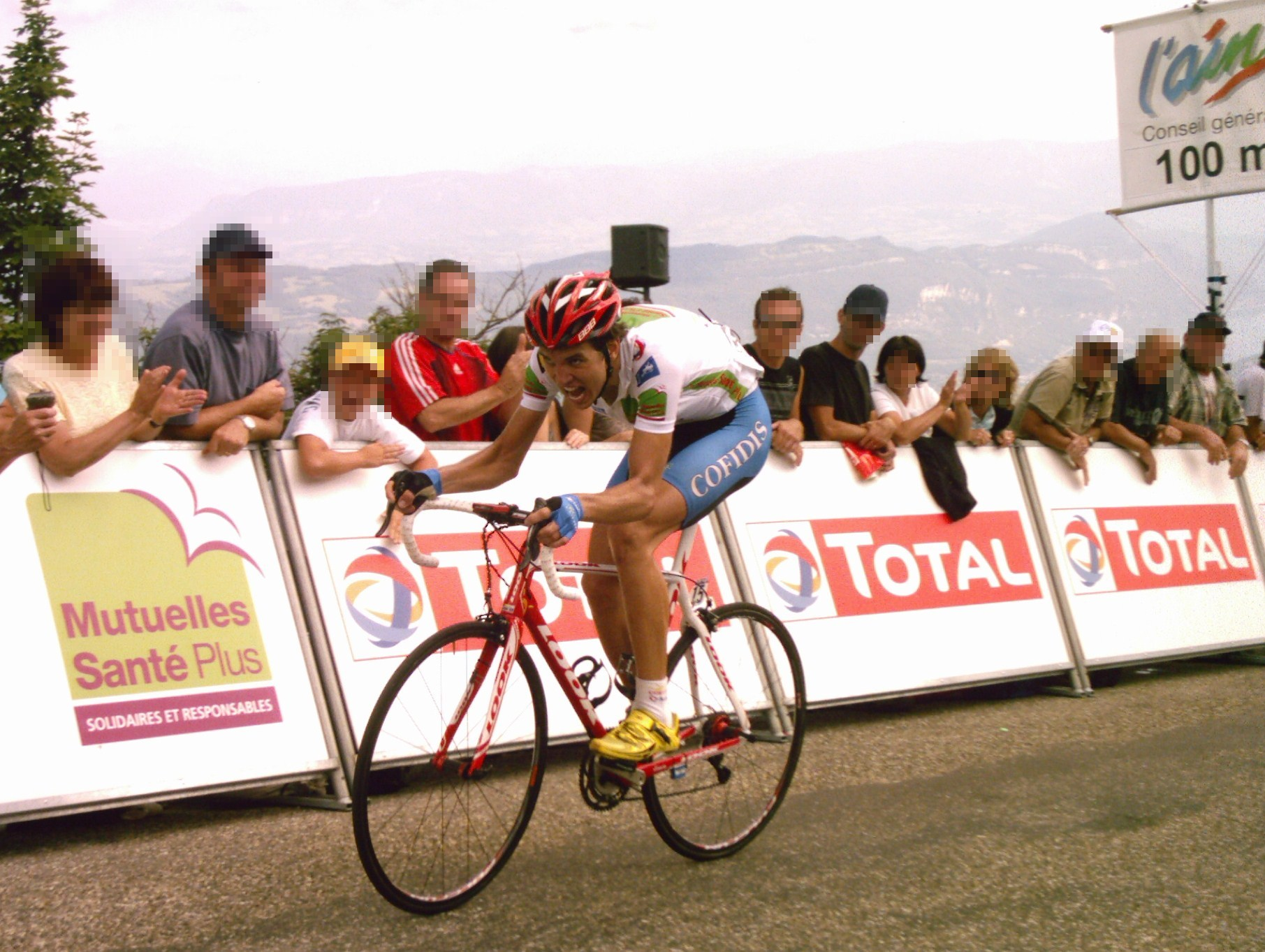
Rein Taaramäe vainqueur de la 4e étape

La quatrième étape reliait Belley à Culoz-Grand Colombier pour une distance de 129,6 kilomètres. Cette étape donnait le terme de cette édition du Tour de l'Ain avec une arrivée au col du Grand Colombier, une pente de plus de dix-huit kilomètres à environ 7 % de moyenne et pour une pente maximale estimée à 14 %. Mais cette dernière ascension n'était pas la seule difficulté de la journée : deux petites côtes étaient au programme en début d'étape, il s'agit des côtes de Prémeyzel et de Colomieu, recensées en 4e catégorie du grand-prix de la montagne. Ensuite, au kilomètre 70, la côte de Thézillieu comptait pour une 2e catégorie, puis un sprint intermédiaire au kilomètre 85 dans le village de Champagne-en-Valromey. L'arrivée au col du Grand Colombier était classée hors-catégorie. Le temps était ensoleillé avec une forte chaleur.
L'étape du jour présentait une grosse difficulté sur le final. Malgré cela, treize coureurs ont formé l'échappée de la journée. Il s'agit de Guillaume Bonnafond, Blaise Sonnery (Ag2r-La Mondiale), Julien El Fares (Cofidis), Cyril Gautier (Bbox Bouygues Telecom), Davide Malacarne (Quick Step), Mathieu Drujon (Caisse d'Epargne), Michiel Elijzen (Silence-Lotto), Bastien Delrot (Roubaix Lille Métropole), Sébastien Duret (Bretagne-Schuller), Jimmy Casper (Besson-Sojasun), Arthur Vichot, Romain Hardy (Équipe de France) et enfin Yevgeni Nepomnyachsniy (Équipe du Kazakhstan). L'écart est monté régulièrement pour atteindre 3 minutes 15 à 88 kilomètres de l'arrivée. Ce fut l'avance maximale car les coureurs de l'équipe Astana, conjointement à ceux de l'équipe kazakhe ont roulé pour réduire l'écart avant la dernière ascension. Dans la côte de Thézillieu, ce groupe de tête a éclaté pour ne conserver que huit éléments. Ils se sont présentés au pied du col du Grand Colombier avec un peu moins de trois minutes d'avance mais ne réussiront pas à les conserver durant l'ascension. En effet, dans le peloton, Rein Taaramäe a attaqué et est très vite revenu sur ce qui restait du groupe, il a fait l'ascension en tête et réussi à creuser un écart suffisant pour espérer gagner le classement général. En effet, son avance était de 1 minute 10 à 3 kilomètres du sommet. Malgré l'affaiblissement de cet écart, ces deux coéquipiers David Moncoutié et Damien Monier sont également sortis du groupe de tête pour réaliser un triplé. Le jeune Estonien de 22 ans, Rein Taaramäe, remporte finalement l'étape, le classement général et le classement de meilleur jeune. Il est suivi de peu par David Moncoutié qui empoche lui le maillot à pois de meilleur grimpeur. Blaise Sonnery présent dans l'échappée matinale est sacré combatif de l'étape.
| \| Classement de l'étape \| Classement de l'étape \| Classement de l'étape \| Classement de l'étape \| Classement de l'étape \| \| Coureur \| Coureur \| Pays \| Équipe \| Temps \| \| --------------------- \| --------------------- \| --------------------- \| --------------------------- \| --------------------- \| \| 1er \| Rein Taaramäe \| Estonie \| Cofidis, le Crédit en Ligne \| 3 h 36 min 58 s \| \| 2e \| David Moncoutié \| France \| Cofidis, le Crédit en Ligne \| + 30 s \| \| 3e \| Damien Monier \| France \| Cofidis, le Crédit en Ligne \| + 34 s \| \| 4e \| Christopher Horner \| États-Unis \| Astana \| + 37 s \| \| 5e \| Maxime Méderel \| France \| Auber 93 \| + 39 s \| \| 6e \| Laurent Lefèvre \| France \| BBox Bouygues Telecom \| + 59 s \| \| 7e \| Nicolas Vogondy \| France \| Agritubel \| + 1 min 06 s \| \| 8e \| Rémy Di Grégorio \| France \| La Française des jeux \| + 1 min 07 s \| \| 9e \| Daniel Navarro \| Espagne \| Astana \| + 1 min 07 s \| \| 10e \| Sylvain Calzati \| France \| Agritubel \| + 1 min 14 s \| |                    |            |                             |                 |
| |                    |            |                             |                 |
| Sources : ProCyclingStats Cycling Archives |                    |            |                             |                 |
| Classement de l'étape |                    |            |                             |                 |
| Coureur | Coureur            | Pays       | Équipe                      | Temps           |
| 1er | Rein Taaramäe      | Estonie    | Cofidis, le Crédit en Ligne | 3 h 36 min 58 s |
| 2e | David Moncoutié    | France     | Cofidis, le Crédit en Ligne | + 30 s          |
| 3e | Damien Monier      | France     | Cofidis, le Crédit en Ligne | + 34 s          |
| 4e | Christopher Horner | États-Unis | Astana                      | + 37 s          |
| 5e | Maxime Méderel     | France     | Auber 93                    | + 39 s          |
| 6e | Laurent Lefèvre    | France     | BBox Bouygues Telecom       | + 59 s          |
| 7e | Nicolas Vogondy    | France     | Agritubel                   | + 1 min 06 s    |
| 8e | Rémy Di Grégorio   | France     | La Française des jeux       | + 1 min 07 s    |
| 9e | Daniel Navarro     | Espagne    | Astana                      | + 1 min 07 s    |
| 10e | Sylvain Calzati    | France     | Agritubel                   | + 1 min 14 s    |

## Classements finals

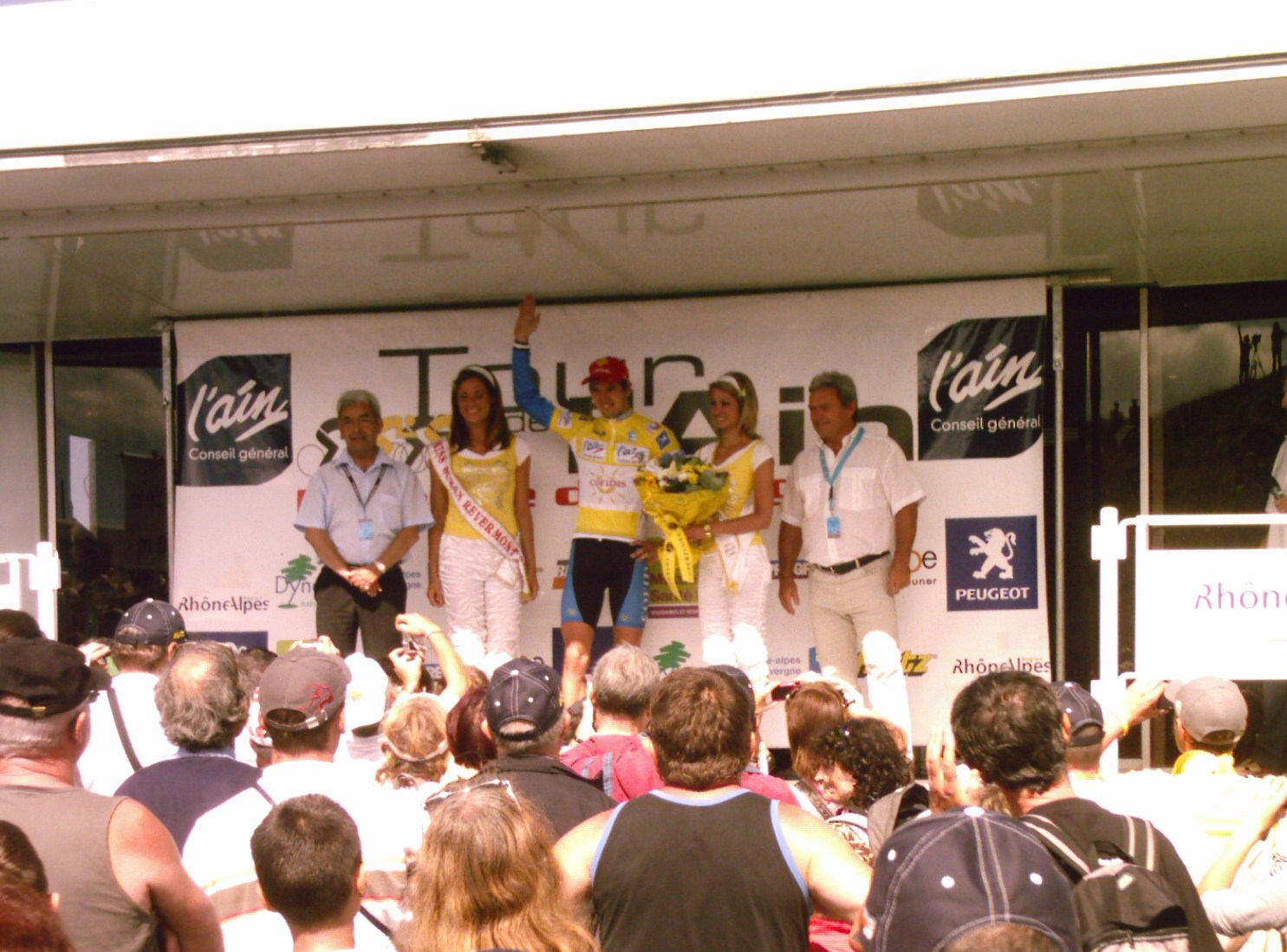
Maillot jaune : Rein Taaramäe.
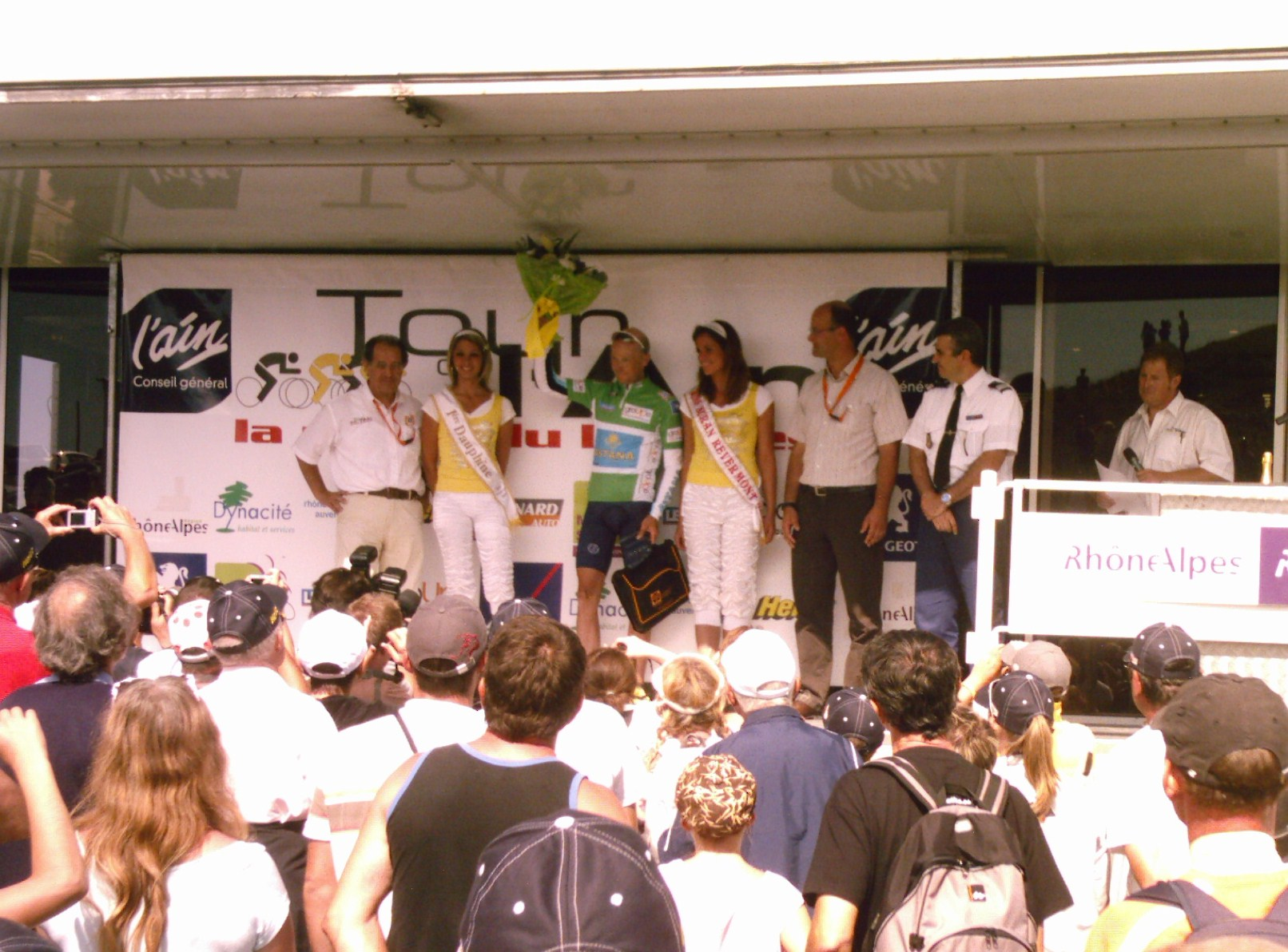
Maillot vert : Christopher Horner.
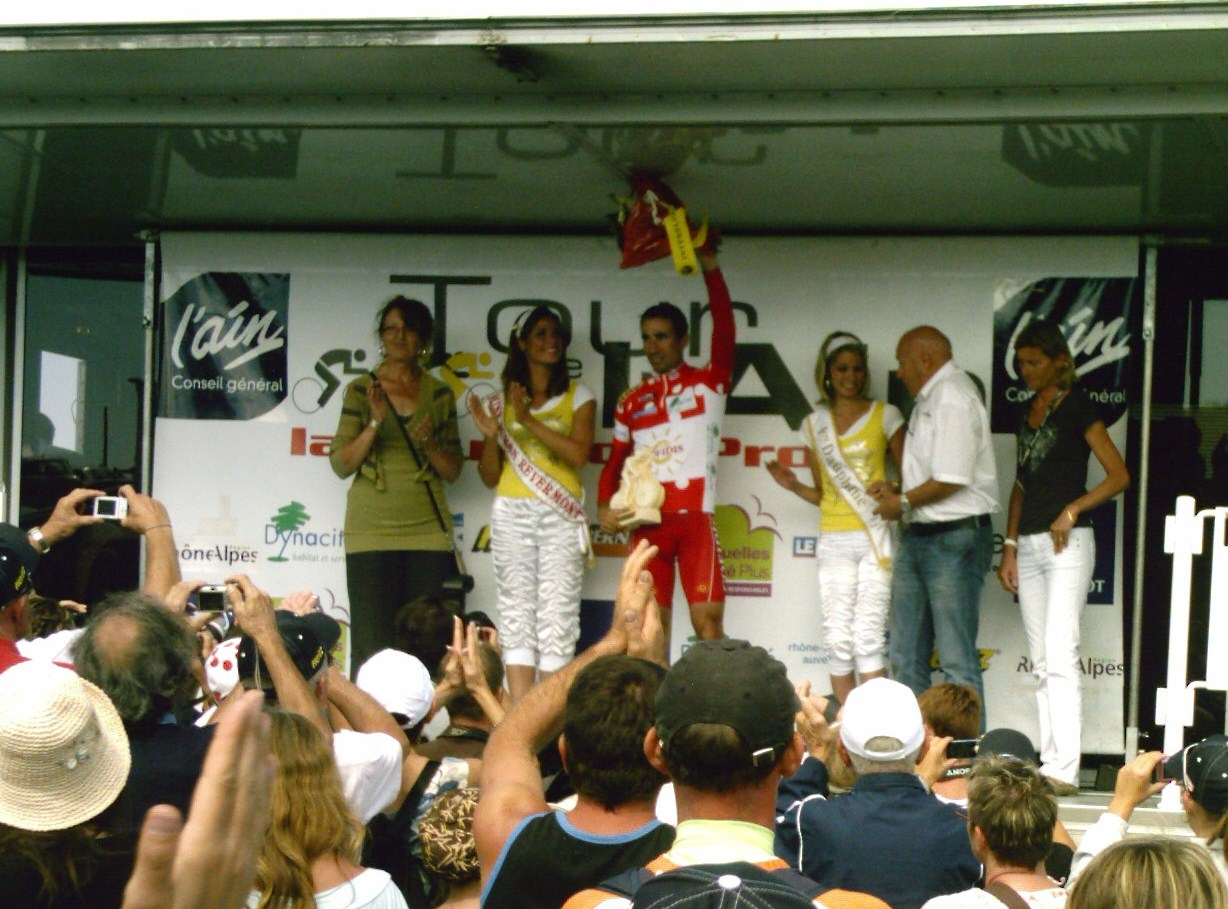
Maillot à pois : David Moncoutié.
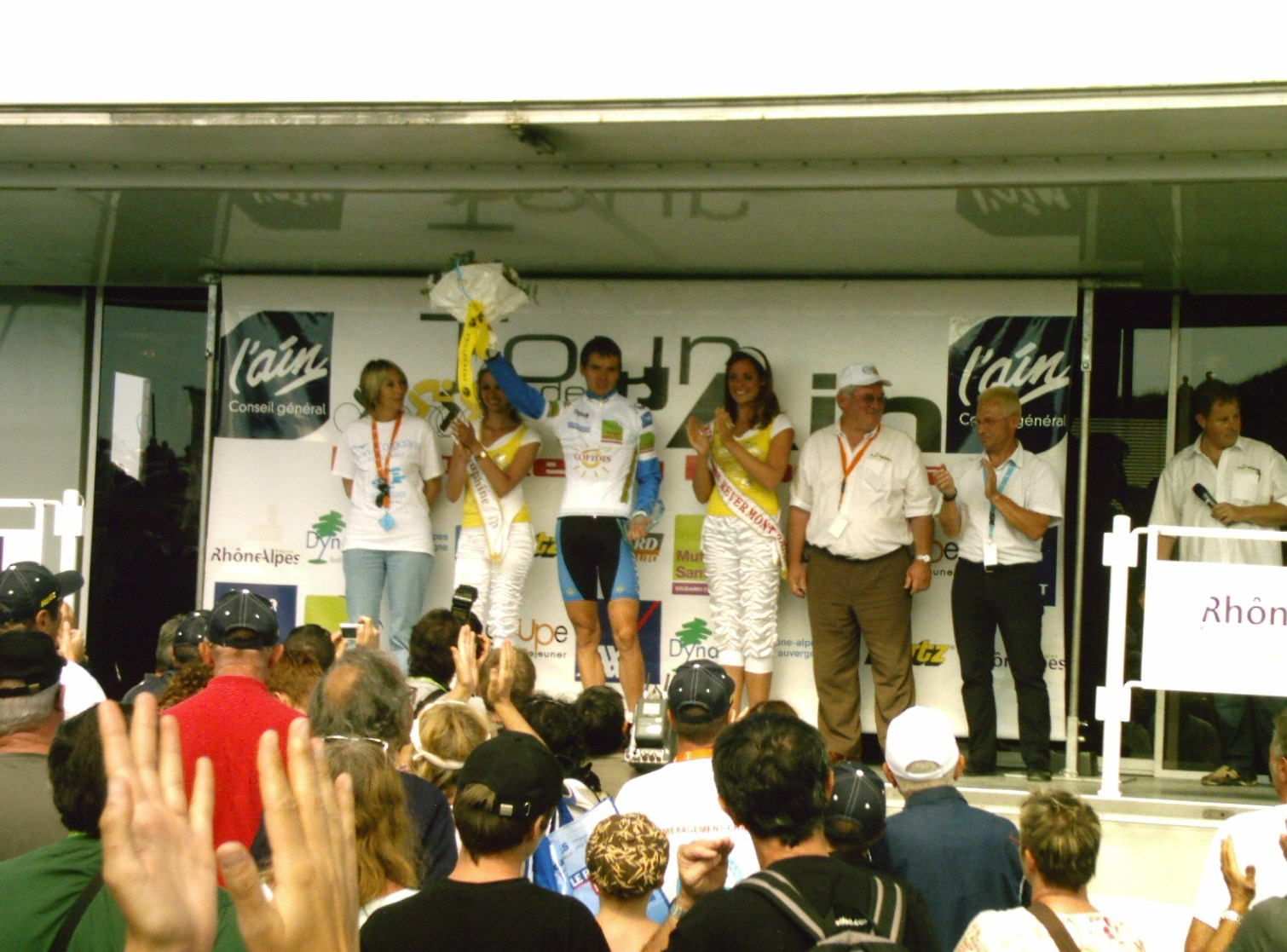
Maillot blanc : Rein Taaramäe.
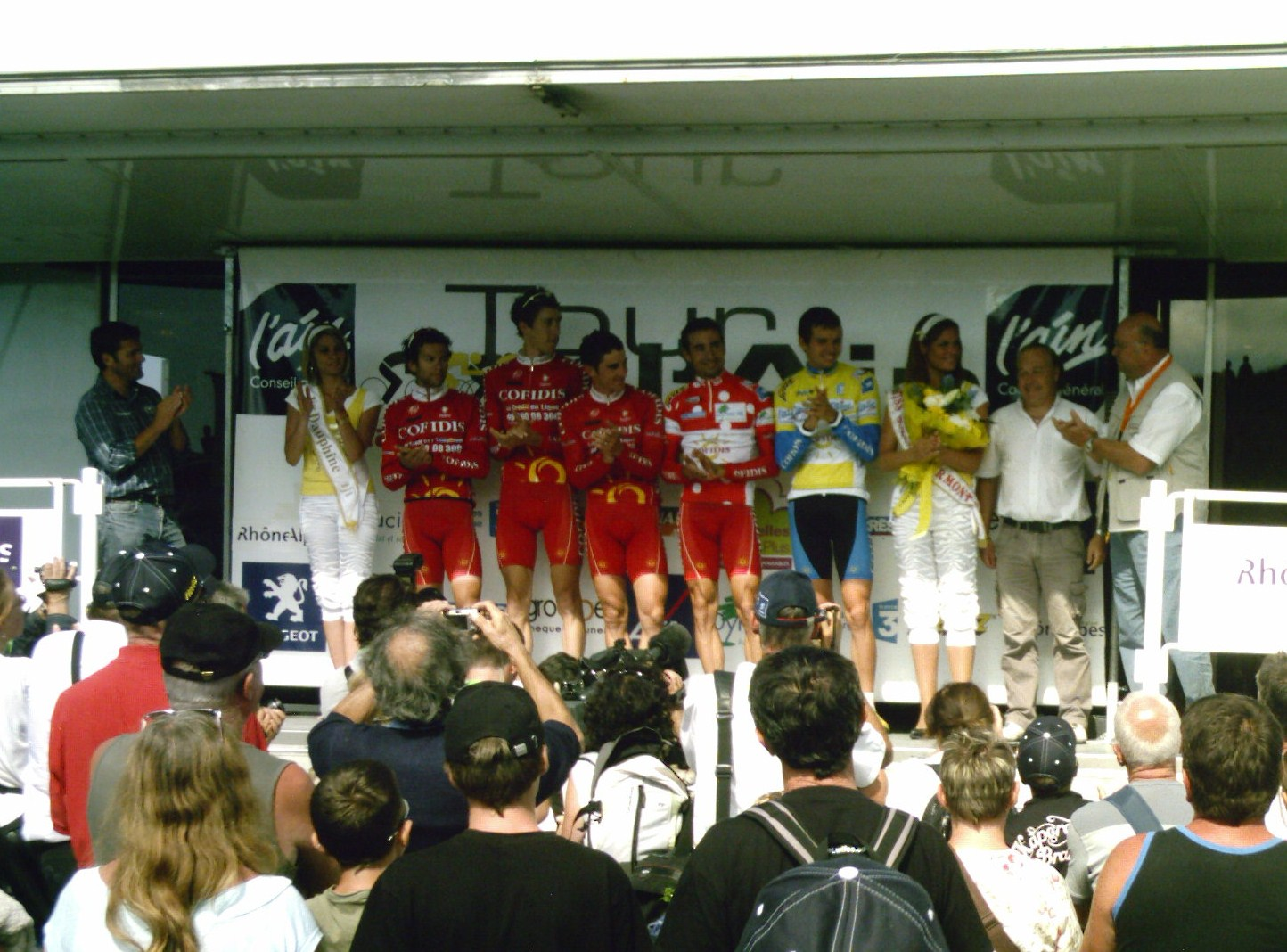
Meilleure équipe : Cofidis.

### Classement général[11]
| \| Classement général \| Classement général \| Classement général \| Classement général \| Classement général \| \| Coureur \| Coureur \| Pays \| Équipe \| Temps \| \| ------------------ \| ------------------ \| ------------------ \| --------------------------- \| ------------------ \| \| 1er \| Rein Taaramäe \| Estonie \| Cofidis, le Crédit en Ligne \| 13 h 03 min 07 s \| \| 2e \| Christopher Horner \| États-Unis \| Astana \| + 25 s \| \| 3e \| David Moncoutié \| France \| Cofidis, le Crédit en Ligne \| + 32 s \| \| 4e \| Damien Monier \| France \| Cofidis, le Crédit en Ligne \| + 1 min 08 s \| \| 5e \| Sylvain Calzati \| France \| Agritubel \| + 1 min 50 s \| \| 6e \| Rémy Di Grégorio \| France \| La Française des jeux \| + 2 min 30 s \| \| 7e \| Mathieu Perget \| France \| Caisse d'Épargne \| + 3 min 16 s \| \| 8e \| John Gadret \| France \| AG2R La Mondiale \| + 3 min 33 s \| \| 9e \| Daniel Navarro \| Espagne \| Astana \| + 3 min 49 s \| \| 10e \| Hubert Dupont \| France \| AG2R La Mondiale \| + 4 min 15 s \| |                    |            |                             |                  |
| |                    |            |                             |                  |
| Sources : ProCyclingStats Cycling Archives |                    |            |                             |                  |
| Classement général |                    |            |                             |                  |
| Coureur | Coureur            | Pays       | Équipe                      | Temps            |
| 1er | Rein Taaramäe      | Estonie    | Cofidis, le Crédit en Ligne | 13 h 03 min 07 s |
| 2e | Christopher Horner | États-Unis | Astana                      | + 25 s           |
| 3e | David Moncoutié    | France     | Cofidis, le Crédit en Ligne | + 32 s           |
| 4e | Damien Monier      | France     | Cofidis, le Crédit en Ligne | + 1 min 08 s     |
| 5e | Sylvain Calzati    | France     | Agritubel                   | + 1 min 50 s     |
| 6e | Rémy Di Grégorio   | France     | La Française des jeux       | + 2 min 30 s     |
| 7e | Mathieu Perget     | France     | Caisse d'Épargne            | + 3 min 16 s     |
| 8e | John Gadret        | France     | AG2R La Mondiale            | + 3 min 33 s     |
| 9e | Daniel Navarro     | Espagne    | Astana                      | + 3 min 49 s     |
| 10e | Hubert Dupont      | France     | AG2R La Mondiale            | + 4 min 15 s     |

### Classements annexes
| Classement par points | Classement par points | Classement par points | Classement par points       | Classement par points |
| Coureur               | Coureur               | Pays                  | Équipe                      | Points                |
| --------------------- | --------------------- | --------------------- | --------------------------- | --------------------- |
| 1er                   | Christopher Horner    | États-Unis            | Astana                      | 45 pts                |
| 2e                    | Rein Taaramäe         | Estonie               | Cofidis, le Crédit en Ligne | 42 pts                |
| 3e                    | Greg Van Avermaet     | Belgique              | Silence-Lotto               | 37 pts                |
| 4e                    | David Moncoutié       | France                | Cofidis, le Crédit en Ligne | 36 pts                |
| 5e                    | Rémi Cusin            | France                | Agritubel                   | 30 pts                |
| 6e                    | Maxime Bouet          | France                | Agritubel                   | 28 pts                |
| 7e                    | Mickaël Buffaz        | France                | Cofidis, le Crédit en Ligne | 26 pts                |
| 8e                    | Ludovic Turpin        | France                | AG2R La Mondiale            | 25 pts                |
| 9e                    | Damien Monier         | France                | Cofidis, le Crédit en Ligne | 23 pts                |
| 10e                   | Mathias Frank         | Suisse                | BMC Racing Team             | 21 pts                |

| Classement par points | Classement par points | Classement par points | Classement par points       | Classement par points |
| Coureur               | Coureur               | Pays                  | Équipe                      | Points                |
| --------------------- | --------------------- | --------------------- | --------------------------- | --------------------- |
| 1er                   | Christopher Horner    | États-Unis            | Astana                      | 45 pts                |
| 2e                    | Rein Taaramäe         | Estonie               | Cofidis, le Crédit en Ligne | 42 pts                |
| 3e                    | Greg Van Avermaet     | Belgique              | Silence-Lotto               | 37 pts                |
| 4e                    | David Moncoutié       | France                | Cofidis, le Crédit en Ligne | 36 pts                |
| 5e                    | Rémi Cusin            | France                | Agritubel                   | 30 pts                |
| 6e                    | Maxime Bouet          | France                | Agritubel                   | 28 pts                |
| 7e                    | Mickaël Buffaz        | France                | Cofidis, le Crédit en Ligne | 26 pts                |
| 8e                    | Ludovic Turpin        | France                | AG2R La Mondiale            | 25 pts                |
| 9e                    | Damien Monier         | France                | Cofidis, le Crédit en Ligne | 23 pts                |
| 10e                   | Mathias Frank         | Suisse                | BMC Racing Team             | 21 pts                |

| Classement de la montagne | Classement de la montagne | Classement de la montagne | Classement de la montagne      | Classement de la montagne |
| Coureur                   | Coureur                   | Pays                      | Équipe                         | Points                    |
| ------------------------- | ------------------------- | ------------------------- | ------------------------------ | ------------------------- |
| 1er                       | David Moncoutié           | France                    | Cofidis, le Crédit en Ligne    | 30 pts                    |
| 2e                        | Rein Taaramäe             | Estonie                   | Cofidis, le Crédit en Ligne    | 28 pts                    |
| 3e                        | Guillaume Bonnafond       | France                    | AG2R La Mondiale               | 20 pts                    |
| 4e                        | Robinson Chalapud         | Colombie                  | Colombia es Pasión Coldeportes | 17 pts                    |
| 5e                        | Hubert Dupont             | France                    | AG2R La Mondiale               | 17 pts                    |
| 6e                        | Mathieu Perget            | France                    | Caisse d'Épargne               | 15 pts                    |
| 7e                        | Christopher Horner        | États-Unis                | Astana                         | 12 pts                    |
| 8e                        | Sébastien Duret           | France                    | Bretagne-Schuller              | 11 pts                    |
| 9e                        | Damien Monier             | France                    | Cofidis, le Crédit en Ligne    | 11 pts                    |
| 10e                       | Mathias Frank             | Suisse                    | BMC Racing Team                | 10 pts                    |

| Classement de la montagne | Classement de la montagne | Classement de la montagne | Classement de la montagne      | Classement de la montagne |
| Coureur                   | Coureur                   | Pays                      | Équipe                         | Points                    |
| ------------------------- | ------------------------- | ------------------------- | ------------------------------ | ------------------------- |
| 1er                       | David Moncoutié           | France                    | Cofidis, le Crédit en Ligne    | 30 pts                    |
| 2e                        | Rein Taaramäe             | Estonie                   | Cofidis, le Crédit en Ligne    | 28 pts                    |
| 3e                        | Guillaume Bonnafond       | France                    | AG2R La Mondiale               | 20 pts                    |
| 4e                        | Robinson Chalapud         | Colombie                  | Colombia es Pasión Coldeportes | 17 pts                    |
| 5e                        | Hubert Dupont             | France                    | AG2R La Mondiale               | 17 pts                    |
| 6e                        | Mathieu Perget            | France                    | Caisse d'Épargne               | 15 pts                    |
| 7e                        | Christopher Horner        | États-Unis                | Astana                         | 12 pts                    |
| 8e                        | Sébastien Duret           | France                    | Bretagne-Schuller              | 11 pts                    |
| 9e                        | Damien Monier             | France                    | Cofidis, le Crédit en Ligne    | 11 pts                    |
| 10e                       | Mathias Frank             | Suisse                    | BMC Racing Team                | 10 pts                    |

| Classement du meilleur jeune | Classement du meilleur jeune | Classement du meilleur jeune | Classement du meilleur jeune | Classement du meilleur jeune |
| Coureur                      | Coureur                      | Pays                         | Équipe                       | Temps                        |
| ---------------------------- | ---------------------------- | ---------------------------- | ---------------------------- | ---------------------------- |
| 1er                          | Rein Taaramäe                | Estonie                      | Cofidis, le Crédit en Ligne  | 13 h 03 min 07 s             |
| 2e                           | Davide Malacarne             | Italie                       | Quick Step                   | + 4 min 34 s                 |
| 3e                           | Cyril Gautier                | France                       | BBox Bouygues Telecom        | + 5 min 54 s                 |
| 4e                           | Alexandre Geniez             | France                       | Vélo-Club La Pomme Marseille | + 6 min 38 s                 |
| 5e                           | Steven Kruijswijk            | Pays-Bas                     | Rabobank Continental         | + 7 min 28 s                 |
| 6e                           | Yevgeniy Nepomnyachshiy      | Kazakhstan                   |                              | + 8 min 19 s                 |
| 7e                           | Geoffrey Soupe               | France                       | Club Cycliste d'Étupes       | + 10 min 45 s                |
| 8e                           | Aurélien Duval               | France                       | La Française des jeux        | + 10 min 51 s                |
| 9e                           | Tony Gallopin                | France                       | Auber 93                     | + 15 min 42 s                |
| 10e                          | Arthur Vichot                | France                       | CR4C Roanne                  | + 16 min 11 s                |

| Classement du meilleur jeune | Classement du meilleur jeune | Classement du meilleur jeune | Classement du meilleur jeune | Classement du meilleur jeune |
| Coureur                      | Coureur                      | Pays                         | Équipe                       | Temps                        |
| ---------------------------- | ---------------------------- | ---------------------------- | ---------------------------- | ---------------------------- |
| 1er                          | Rein Taaramäe                | Estonie                      | Cofidis, le Crédit en Ligne  | 13 h 03 min 07 s             |
| 2e                           | Davide Malacarne             | Italie                       | Quick Step                   | + 4 min 34 s                 |
| 3e                           | Cyril Gautier                | France                       | BBox Bouygues Telecom        | + 5 min 54 s                 |
| 4e                           | Alexandre Geniez             | France                       | Vélo-Club La Pomme Marseille | + 6 min 38 s                 |
| 5e                           | Steven Kruijswijk            | Pays-Bas                     | Rabobank Continental         | + 7 min 28 s                 |
| 6e                           | Yevgeniy Nepomnyachshiy      | Kazakhstan                   |                              | + 8 min 19 s                 |
| 7e                           | Geoffrey Soupe               | France                       | Club Cycliste d'Étupes       | + 10 min 45 s                |
| 8e                           | Aurélien Duval               | France                       | La Française des jeux        | + 10 min 51 s                |
| 9e                           | Tony Gallopin                | France                       | Auber 93                     | + 15 min 42 s                |
| 10e                          | Arthur Vichot                | France                       | CR4C Roanne                  | + 16 min 11 s                |

| Classement par équipes | Classement par équipes      | Classement par équipes | Classement par équipes |
| Équipe                 | Équipe                      | Pays                   | Temps                  |
| ---------------------- | --------------------------- | ---------------------- | ---------------------- |
| 1re                    | Cofidis, le Crédit en Ligne | France                 | 39 h 10 min 46 s       |
| 2e                     | Agritubel                   | France                 | + 7 min 33 s           |
| 3e                     | AG2R La Mondiale            | France                 | + 9 min 40 s           |
| 4e                     | BBox Bouygues Telecom       | France                 | + 13 min 09 s          |
| 5e                     | Astana                      | Kazakhstan             | + 13 min 31 s          |
| 6e                     | La Française des jeux       | France                 | + 28 min 15 s          |
| 7e                     | Quick Step                  | Belgique               | + 29 min 03 s          |
| 8e                     | Auber 93                    | France                 | + 30 min 25 s          |
| 9e                     | France                      | France                 | + 31 min 29 s          |
| 10e                    | Rabobank Continental        | Pays-Bas               | + 35 min 11 s          |

| Classement par équipes | Classement par équipes      | Classement par équipes | Classement par équipes |
| Équipe                 | Équipe                      | Pays                   | Temps                  |
| ---------------------- | --------------------------- | ---------------------- | ---------------------- |
| 1re                    | Cofidis, le Crédit en Ligne | France                 | 39 h 10 min 46 s       |
| 2e                     | Agritubel                   | France                 | + 7 min 33 s           |
| 3e                     | AG2R La Mondiale            | France                 | + 9 min 40 s           |
| 4e                     | BBox Bouygues Telecom       | France                 | + 13 min 09 s          |
| 5e                     | Astana                      | Kazakhstan             | + 13 min 31 s          |
| 6e                     | La Française des jeux       | France                 | + 28 min 15 s          |
| 7e                     | Quick Step                  | Belgique               | + 29 min 03 s          |
| 8e                     | Auber 93                    | France                 | + 30 min 25 s          |
| 9e                     | France                      | France                 | + 31 min 29 s          |
| 10e                    | Rabobank Continental        | Pays-Bas               | + 35 min 11 s          |

## Évolution des classements

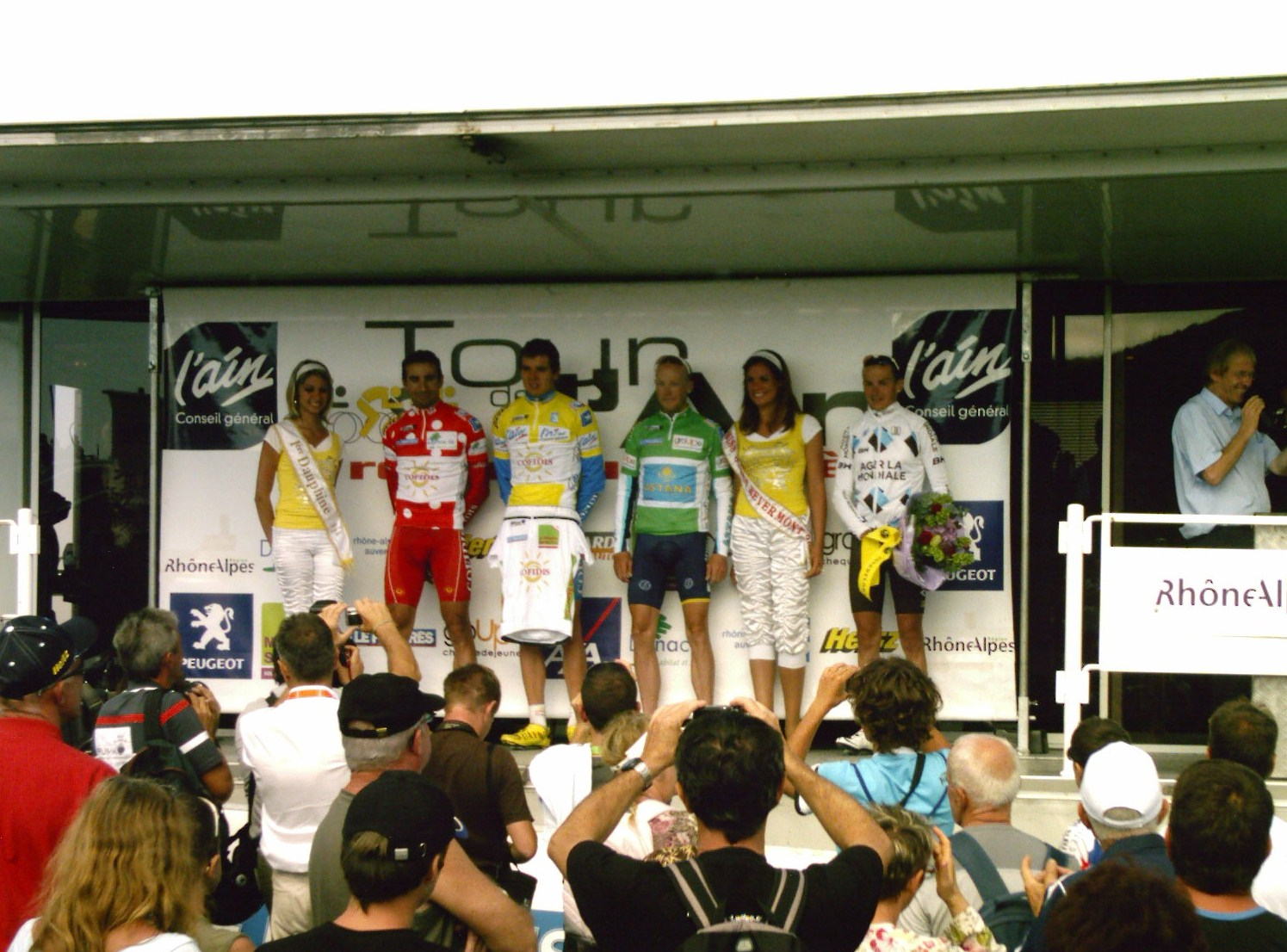
Ensemble des maillots

| Étape              |                             | Vainqueur _          | Classement général | Classement par points | Meilleur grimpeur | Meilleur jeune   | Super-combatif  | Meilleure équipe            |
| ------------------ | --------------------------- | -------------------- | ------------------ | --------------------- | ----------------- | ---------------- | --------------- | --------------------------- |
| 1re étape          |                             | Mickaël Buffaz       | Mickaël Buffaz     | Mickaël Buffaz        | Floris Goesinnen  | Davide Malacarne | Rémi Cusin      | Cofidis, le Crédit en Ligne |
| 2e étape           |                             | José Joaquín Rojas   | Mickaël Buffaz     | Rémi Cusin            | Robinson Chalapud | Davide Malacarne | Yoann Bagot     | Agritubel                   |
| 3e a étape         |                             | Ludovic Turpin       | Ludovic Turpin     | Greg Van Avermaet     | Robinson Chalapud | Rein Taaramäe    | David Moncoutié | Cofidis, le Crédit en Ligne |
| 3e b étape         | contre-la-montre individuel | Alexandre Vinokourov | Christopher Horner | Greg Van Avermaet     | Robinson Chalapud | Rein Taaramäe    | non attribué    | Cofidis, le Crédit en Ligne |
| 4e étape           |                             | Rein Taaramäe        | Rein Taaramäe      | Christopher Horner    | David Moncoutié   | Rein Taaramäe    | Blaise Sonnery  | Cofidis, le Crédit en Ligne |
| Classements finals | Classements finals          |                      | Rein Taaramäe      | Christopher Horner    | David Moncoutié   | Rein Taaramäe    | non attribué    | Cofidis, le Crédit en Ligne |

## Les coureurs engagés
Dix-neuf équipes sont présentes au départ de cette édition du Tour de l'Ain. On compte huit équipes participant au ProTour, trois équipes continentales professionnelles, six équipes continentales et deux sélections nationales (France et Kazakhstan). Les neuf équipes cyclistes professionnelles françaises sont présentes. L'équipe de France est composée de jeunes coureurs, sous la direction de Bernard Bourreau, sélectionneur de l'équipe nationale espoirs.
Cent-quatorze coureurs sont au départ de cette édition du Tour de l'Ain. La tête d'affiche est Alexandre Vinokourov. Tom Boonen qui devait initialement participer à l'épreuve a été contraint de renoncer à prendre le départ par manque de forme, selon son directeur sportif.
| Légende                             | Légende                                                                                                  | Légende                                | Légende                                                                                                  |
| ----------------------------------- | --- | -------------------------------------- | --- |
| Num                                 | Dossard de départ porté par le coureur sur ce Tour de l'Ain                                              | Pos                                    | Position finale au classement général                                                                    |
| Leader du classement général        | Indique le vainqueur du classement général                                                               | Leader du classement par points        | Indique le vainqueur du classement par points                                                            |
| Leader du classement de la montagne | Indique le vainqueur du classement de la montagne                                                        | Leader du classement du meilleur jeune | Indique le vainqueur du classement du meilleur jeune                                                     |
|                                     | Indique un maillot de champion national ou mondial, suivi de sa spécialité                               | #                                      | Indique la meilleure équipe                                                                              |
| NP                                  | Indique un coureur qui n'a pas pris le départ d'une étape, suivi du numéro de l'étape où il s'est retiré | AB                                     | Indique un coureur qui n'a pas terminé une étape, suivi du numéro de l'étape où il s'est retiré          |
| HD                                  | Indique un coureur qui a terminé une étape hors des délais, suivi du numéro de l'étape                   | *                                      | Indique un coureur en lice pour le classement du meilleur jeune (coureurs nés après le 1er janvier 1984) |

| AG2R La Mondiale ALM | AG2R La Mondiale ALM      | AG2R La Mondiale ALM |
| -------------------- | ------------------------- | -------------------- |
| Num                  | Coureur                   | Pos                  |
| 1                    | John Gadret (FRA)         | 8e                   |
| 2                    | Hubert Dupont (FRA)       | 10e                  |
| 3                    | Guillaume Bonnafond (FRA) | 65e                  |
| 4                    | Julien Loubet (FRA)       | 42e                  |
| 5                    | Blaise Sonnery (FRA)      | 24e                  |
| 6                    | Ludovic Turpin (FRA)      | 20e                  |

| Cofidis, le Crédit en Ligne COF | Cofidis, le Crédit en Ligne COF | Cofidis, le Crédit en Ligne COF |
| ------------------------------- | ------------------------------- | ------------------------------- |
| Num                             | Coureur                         | Pos                             |
| 11                              | Mickaël Buffaz (FRA)            | 26e                             |
| 12                              | Jean-Eudes Demaret (FRA)        | 74e                             |
| 13                              | Julien El Fares (FRA)           | 40e                             |
| 14                              | Damien Monier (FRA)             | 4e                              |
| 15                              | Rein Taaramäe (EST)             | 1er                             |
| 16                              | David Moncoutié (FRA)           | 3e                              |

| La Française des jeux FDJ | La Française des jeux FDJ | La Française des jeux FDJ |
| ------------------------- | ------------------------- | ------------------------- |
| Num                       | Coureur                   | Pos                       |
| 21                        | Jérôme Coppel (FRA)       | 49e                       |
| 22                        | Rémy Di Grégorio (FRA)    | 6e                        |
| 23                        | Aurélien Duval (FRA)      | 31e                       |
| 24                        | Sébastien Joly (FRA)      | 54e                       |
| 25                        | Guillaume Levarlet (FRA)  | 48e                       |
| 26                        | Vincent Dauga (FRA)       | 58e                       |

| BBox Bouygues Telecom BBO | BBox Bouygues Telecom BBO | BBox Bouygues Telecom BBO |
| ------------------------- | ------------------------- | ------------------------- |
| Num                       | Coureur                   | Pos                       |
| 31                        | Vincent Jérôme (FRA)      | 53e                       |
| 32                        | Cyril Gautier (FRA)       | 19e                       |
| 33                        | Tony Hurel (FRA)          | 79e                       |
| 34                        | Laurent Lefèvre (FRA)     | 14e                       |
| 35                        | Pierre Rolland (FRA)      | 18e                       |
| 36                        | Johann Tschopp (SUI)      | 16e                       |

| Quick Step QST | Quick Step QST           | Quick Step QST |
| -------------- | ------------------------ | -------------- |
| Num            | Coureur                  | Pos            |
| 41             | Thomas Vedel Kvist       | AB-2           |
| 42             | Dario Cataldo (ITA)      | 41e            |
| 43             | Mauro Facci (ITA)        | AB-4           |
| 44             | Davide Malacarne (ITA)   | 12e            |
| 45             | Kevin Seeldraeyers (BEL) | 35e            |
| 46             | Branislau Samoilau (BLR) | AB-4           |

| Astana AST | Astana AST                     | Astana AST |
| ---------- | ------------------------------ | ---------- |
| Num        | Coureur                        | Pos        |
| 51         | Jesús Hernández Blázquez (ESP) | 33e        |
| 52         | Christopher Horner (USA)       | 2e         |
| 53         | Steve Morabito (SUI)           | AB-4       |
| 54         | Daniel Navarro (ESP)           | 9e         |
| 55         | José Luis Rubiera (ESP)        | AB-4       |
| 56         | Valeriy Dmitriyev (KAZ)        | AB-4       |

| Caisse d'Épargne GCE | Caisse d'Épargne GCE     | Caisse d'Épargne GCE |
| -------------------- | ------------------------ | -------------------- |
| Num                  | Coureur                  | Pos                  |
| 61                   | Mathieu Perget (FRA)     | 7e                   |
| 62                   | Arnaud Coyot (FRA)       | AB-4                 |
| 63                   | Mathieu Drujon (FRA)     | 67e                  |
| 64                   | Arnold Jeannesson (FRA)  | 37e                  |
| 65                   | Marlon Pérez (COL)       | AB-3                 |
| 66                   | José Joaquín Rojas (ESP) | AB-4                 |

| Silence-Lotto SIL | Silence-Lotto SIL       | Silence-Lotto SIL |
| ----------------- | ----------------------- | ----------------- |
| Num               | Coureur                 | Pos               |
| 71                | Mario Aerts (BEL)       | 81e               |
| 72                | Michiel Elijzen (NED)   | AB-4              |
| 73                | Pieter Jacobs (BEL)     | AB-4              |
| 74                | Jonas Ljungblad (SWE)   | AB-4              |
| 75                | Jelle Vanendert (BEL)   | AB-4              |
| 76                | Greg Van Avermaet (BEL) | 17e               |

| Agritubel AGR | Agritubel AGR            | Agritubel AGR |
| ------------- | ------------------------ | ------------- |
| Num           | Coureur                  | Pos           |
| 81            | Nicolas Vogondy (FRA)    | 15e           |
| 82            | Christophe Laurent (FRA) | AB-4          |
| 83            | Maxime Bouet (FRA)       | 11e           |
| 84            | Sylvain Calzati (FRA)    | 5e            |
| 85            | Freddy Bichot (FRA)      | 22e           |
| 86            | Rémi Cusin (FRA)         | 68e           |

| Skil-Shimano SKS | Skil-Shimano SKS       | Skil-Shimano SKS |
| ---------------- | ---------------------- | ---------------- |
| Num              | Coureur                | Pos              |
| 91               | Mitchell Docker (AUS)  | 77e              |
| 92               | Floris Goesinnen (NED) | 57e              |
| 93               | Roy Curvers (NED)      | 75e              |
| 94               | Robert Wagner (GER)    | AB-4             |
| 95               | Steve Houanard (FRA)   | AB-3             |
| 96               | Theo Eltink (NED)      | 38e              |

| BMC Racing Team BMC | BMC Racing Team BMC   | BMC Racing Team BMC |
| ------------------- | --------------------- | ------------------- |
| Num                 | Coureur               | Pos                 |
| 101                 | Mathias Frank (SUI)   | 29e                 |
| 102                 | Thomas Frei (SUI)     | AB-3                |
| 103                 | Danilo Wyss (SUI)     | 71e                 |
| 104                 | Martin Kohler (SUI)   | 73e                 |
| 105                 | Florian Stalder (SUI) | 39e                 |
| 106                 | Markus Zberg (SUI)    | AB-1                |

| Rabobank Continental RB3 | Rabobank Continental RB3 | Rabobank Continental RB3 |
| ------------------------ | ------------------------ | ------------------------ |
| Num                      | Coureur                  | Pos                      |
| 111                      | Mats Boeve (NED)         | AB-4                     |
| 112                      | Sergej Fuchs (GER)       | 46e                      |
| 113                      | Tejay van Garderen (USA) | 47e                      |
| 114                      | Ramon Sinkeldam (NED)    | 60e                      |
| 115                      | Steven Kruijswijk (NED)  | 23e                      |
| 116                      | Thomas Rabou (NED)       | 61e                      |

| Roubaix Lille Métropole RLM | Roubaix Lille Métropole RLM | Roubaix Lille Métropole RLM |
| --------------------------- | --------------------------- | --------------------------- |
| Num                         | Coureur                     | Pos                         |
| 121                         | Pierre Cazaux (FRA)         | NP-3                        |
| 122                         | Bastien Delrot (FRA)        | 59e                         |
| 123                         | Florian Guillou (FRA)       | 34e                         |
| 124                         | Mickaël Larpe (FRA)         | 51e                         |
| 125                         | Steven Tronet (FRA)         | AB-3                        |
| 126                         | Fabien Taillefer (FRA)      | AB-4                        |

| Bretagne-Schuller BSC | Bretagne-Schuller BSC  | Bretagne-Schuller BSC |
| --------------------- | ---------------------- | --------------------- |
| Num                   | Coureur                | Pos                   |
| 131                   | Yann Pivois (FRA)      | 32e                   |
| 132                   | Jean-Marc Bideau (FRA) | AB-4                  |
| 133                   | Sébastien Duret (FRA)  | 50e                   |
| 134                   | Nicolas Hartmann (FRA) | 36e                   |
| 135                   | Lilian Jégou (FRA)     | 69e                   |
| 136                   | Noan Lelarge (FRA)     | AB-4                  |

| Besson Chaussures-Sojasun BCS | Besson Chaussures-Sojasun BCS | Besson Chaussures-Sojasun BCS |
| ----------------------------- | ----------------------------- | ----------------------------- |
| Num                           | Coureur                       | Pos                           |
| 141                           | Cyril Bessy (FRA)             | 76e                           |
| 142                           | Jimmy Casper (FRA)            | AB-4                          |
| 143                           | Cédric Coutouly (FRA)         | AB-4                          |
| 144                           | Fabrice Jeandesboz (FRA)      | 70e                           |
| 145                           | Yannick Talabardon (FRA)      | 28e                           |
| 146                           | Julien Simon (FRA)            | 55e                           |

| Auber 93 AUB | Auber 93 AUB            | Auber 93 AUB |
| ------------ | ----------------------- | ------------ |
| Num          | Coureur                 | Pos          |
| 151          | Niels Brouzes (FRA)     | AB-4         |
| 152          | Tony Gallopin (FRA)     | 44e          |
| 153          | Romain Lemarchand (FRA) | 63e          |
| 154          | Julien Mazet (FRA)      | 78e          |
| 155          | Maxime Méderel (FRA)    | 13e          |
| 156          | Johan Mombaerts (FRA)   | 43e          |

| Colombia es Pasión Coldeportes CEP | Colombia es Pasión Coldeportes CEP | Colombia es Pasión Coldeportes CEP |
| ---------------------------------- | ---------------------------------- | ---------------------------------- |
| Num                                | Coureur                            | Pos                                |
| 161                                | Fabio Duarte (COL)                 | AB-1                               |
| 162                                | Wilson Marentes (COL)              | 62e                                |
| 163                                | Alex Cano (COL)                    | 52e                                |
| 164                                | Alejandro Ramírez (COL)            | AB-3                               |
| 165                                | Fader Andres Ardila Cano (COL)     | AB-4                               |
| 166                                | Robinson Chalapud (COL)            | 27e                                |

| France espoirs FRA | France espoirs FRA | France espoirs FRA |
| ------------------ | ------------------ | ------------------ |
| Num                | Coureur            | Pos                |
| 171                | Arthur Vichot      | 45e                |
| 172                | Thibaut Pinot      | 64e                |
| 173                | Yoann Bagot        | 72e                |
| 174                | Alexandre Geniez   | 21e                |
| 175                | Geoffrey Soupe     | 30e                |
| 176                | Romain Hardy       | 66e                |

| Kazakhstan KAZ | Kazakhstan KAZ          | Kazakhstan KAZ |
| -------------- | ----------------------- | -------------- |
| Num            | Coureur                 | Pos            |
| 181            | Alexandre Vinokourov    | AB-4           |
| 182            | Valentin Iglinskiy      | AB-4           |
| 183            | Yevgeniy Nepomnyachshiy | 25e            |
| 184            | Dmitriy Fofonov         | 56e            |
| 185            | Ablay Shugaipov         | AB-4           |
| 186            | Yevgeniy Sladkov        | 80e            |

| AG2R La Mondiale ALM | AG2R La Mondiale ALM      | AG2R La Mondiale ALM |
| -------------------- | ------------------------- | -------------------- |
| Num                  | Coureur                   | Pos                  |
| 1                    | John Gadret (FRA)         | 8e                   |
| 2                    | Hubert Dupont (FRA)       | 10e                  |
| 3                    | Guillaume Bonnafond (FRA) | 65e                  |
| 4                    | Julien Loubet (FRA)       | 42e                  |
| 5                    | Blaise Sonnery (FRA)      | 24e                  |
| 6                    | Ludovic Turpin (FRA)      | 20e                  |

| Cofidis, le Crédit en Ligne COF | Cofidis, le Crédit en Ligne COF | Cofidis, le Crédit en Ligne COF |
| ------------------------------- | ------------------------------- | ------------------------------- |
| Num                             | Coureur                         | Pos                             |
| 11                              | Mickaël Buffaz (FRA)            | 26e                             |
| 12                              | Jean-Eudes Demaret (FRA)        | 74e                             |
| 13                              | Julien El Fares (FRA)           | 40e                             |
| 14                              | Damien Monier (FRA)             | 4e                              |
| 15                              | Rein Taaramäe (EST)             | 1er                             |
| 16                              | David Moncoutié (FRA)           | 3e                              |

| La Française des jeux FDJ | La Française des jeux FDJ | La Française des jeux FDJ |
| ------------------------- | ------------------------- | ------------------------- |
| Num                       | Coureur                   | Pos                       |
| 21                        | Jérôme Coppel (FRA)       | 49e                       |
| 22                        | Rémy Di Grégorio (FRA)    | 6e                        |
| 23                        | Aurélien Duval (FRA)      | 31e                       |
| 24                        | Sébastien Joly (FRA)      | 54e                       |
| 25                        | Guillaume Levarlet (FRA)  | 48e                       |
| 26                        | Vincent Dauga (FRA)       | 58e                       |

| BBox Bouygues Telecom BBO | BBox Bouygues Telecom BBO | BBox Bouygues Telecom BBO |
| ------------------------- | ------------------------- | ------------------------- |
| Num                       | Coureur                   | Pos                       |
| 31                        | Vincent Jérôme (FRA)      | 53e                       |
| 32                        | Cyril Gautier (FRA)       | 19e                       |
| 33                        | Tony Hurel (FRA)          | 79e                       |
| 34                        | Laurent Lefèvre (FRA)     | 14e                       |
| 35                        | Pierre Rolland (FRA)      | 18e                       |
| 36                        | Johann Tschopp (SUI)      | 16e                       |

| Quick Step QST | Quick Step QST           | Quick Step QST |
| -------------- | ------------------------ | -------------- |
| Num            | Coureur                  | Pos            |
| 41             | Thomas Vedel Kvist       | AB-2           |
| 42             | Dario Cataldo (ITA)      | 41e            |
| 43             | Mauro Facci (ITA)        | AB-4           |
| 44             | Davide Malacarne (ITA)   | 12e            |
| 45             | Kevin Seeldraeyers (BEL) | 35e            |
| 46             | Branislau Samoilau (BLR) | AB-4           |

| Astana AST | Astana AST                     | Astana AST |
| ---------- | ------------------------------ | ---------- |
| Num        | Coureur                        | Pos        |
| 51         | Jesús Hernández Blázquez (ESP) | 33e        |
| 52         | Christopher Horner (USA)       | 2e         |
| 53         | Steve Morabito (SUI)           | AB-4       |
| 54         | Daniel Navarro (ESP)           | 9e         |
| 55         | José Luis Rubiera (ESP)        | AB-4       |
| 56         | Valeriy Dmitriyev (KAZ)        | AB-4       |

| Caisse d'Épargne GCE | Caisse d'Épargne GCE     | Caisse d'Épargne GCE |
| -------------------- | ------------------------ | -------------------- |
| Num                  | Coureur                  | Pos                  |
| 61                   | Mathieu Perget (FRA)     | 7e                   |
| 62                   | Arnaud Coyot (FRA)       | AB-4                 |
| 63                   | Mathieu Drujon (FRA)     | 67e                  |
| 64                   | Arnold Jeannesson (FRA)  | 37e                  |
| 65                   | Marlon Pérez (COL)       | AB-3                 |
| 66                   | José Joaquín Rojas (ESP) | AB-4                 |

| Silence-Lotto SIL | Silence-Lotto SIL       | Silence-Lotto SIL |
| ----------------- | ----------------------- | ----------------- |
| Num               | Coureur                 | Pos               |
| 71                | Mario Aerts (BEL)       | 81e               |
| 72                | Michiel Elijzen (NED)   | AB-4              |
| 73                | Pieter Jacobs (BEL)     | AB-4              |
| 74                | Jonas Ljungblad (SWE)   | AB-4              |
| 75                | Jelle Vanendert (BEL)   | AB-4              |
| 76                | Greg Van Avermaet (BEL) | 17e               |

| Agritubel AGR | Agritubel AGR            | Agritubel AGR |
| ------------- | ------------------------ | ------------- |
| Num           | Coureur                  | Pos           |
| 81            | Nicolas Vogondy (FRA)    | 15e           |
| 82            | Christophe Laurent (FRA) | AB-4          |
| 83            | Maxime Bouet (FRA)       | 11e           |
| 84            | Sylvain Calzati (FRA)    | 5e            |
| 85            | Freddy Bichot (FRA)      | 22e           |
| 86            | Rémi Cusin (FRA)         | 68e           |

| Skil-Shimano SKS | Skil-Shimano SKS       | Skil-Shimano SKS |
| ---------------- | ---------------------- | ---------------- |
| Num              | Coureur                | Pos              |
| 91               | Mitchell Docker (AUS)  | 77e              |
| 92               | Floris Goesinnen (NED) | 57e              |
| 93               | Roy Curvers (NED)      | 75e              |
| 94               | Robert Wagner (GER)    | AB-4             |
| 95               | Steve Houanard (FRA)   | AB-3             |
| 96               | Theo Eltink (NED)      | 38e              |

| BMC Racing Team BMC | BMC Racing Team BMC   | BMC Racing Team BMC |
| ------------------- | --------------------- | ------------------- |
| Num                 | Coureur               | Pos                 |
| 101                 | Mathias Frank (SUI)   | 29e                 |
| 102                 | Thomas Frei (SUI)     | AB-3                |
| 103                 | Danilo Wyss (SUI)     | 71e                 |
| 104                 | Martin Kohler (SUI)   | 73e                 |
| 105                 | Florian Stalder (SUI) | 39e                 |
| 106                 | Markus Zberg (SUI)    | AB-1                |

| Rabobank Continental RB3 | Rabobank Continental RB3 | Rabobank Continental RB3 |
| ------------------------ | ------------------------ | ------------------------ |
| Num                      | Coureur                  | Pos                      |
| 111                      | Mats Boeve (NED)         | AB-4                     |
| 112                      | Sergej Fuchs (GER)       | 46e                      |
| 113                      | Tejay van Garderen (USA) | 47e                      |
| 114                      | Ramon Sinkeldam (NED)    | 60e                      |
| 115                      | Steven Kruijswijk (NED)  | 23e                      |
| 116                      | Thomas Rabou (NED)       | 61e                      |

| Roubaix Lille Métropole RLM | Roubaix Lille Métropole RLM | Roubaix Lille Métropole RLM |
| --------------------------- | --------------------------- | --------------------------- |
| Num                         | Coureur                     | Pos                         |
| 121                         | Pierre Cazaux (FRA)         | NP-3                        |
| 122                         | Bastien Delrot (FRA)        | 59e                         |
| 123                         | Florian Guillou (FRA)       | 34e                         |
| 124                         | Mickaël Larpe (FRA)         | 51e                         |
| 125                         | Steven Tronet (FRA)         | AB-3                        |
| 126                         | Fabien Taillefer (FRA)      | AB-4                        |

| Bretagne-Schuller BSC | Bretagne-Schuller BSC  | Bretagne-Schuller BSC |
| --------------------- | ---------------------- | --------------------- |
| Num                   | Coureur                | Pos                   |
| 131                   | Yann Pivois (FRA)      | 32e                   |
| 132                   | Jean-Marc Bideau (FRA) | AB-4                  |
| 133                   | Sébastien Duret (FRA)  | 50e                   |
| 134                   | Nicolas Hartmann (FRA) | 36e                   |
| 135                   | Lilian Jégou (FRA)     | 69e                   |
| 136                   | Noan Lelarge (FRA)     | AB-4                  |

| Besson Chaussures-Sojasun BCS | Besson Chaussures-Sojasun BCS | Besson Chaussures-Sojasun BCS |
| ----------------------------- | ----------------------------- | ----------------------------- |
| Num                           | Coureur                       | Pos                           |
| 141                           | Cyril Bessy (FRA)             | 76e                           |
| 142                           | Jimmy Casper (FRA)            | AB-4                          |
| 143                           | Cédric Coutouly (FRA)         | AB-4                          |
| 144                           | Fabrice Jeandesboz (FRA)      | 70e                           |
| 145                           | Yannick Talabardon (FRA)      | 28e                           |
| 146                           | Julien Simon (FRA)            | 55e                           |

| Auber 93 AUB | Auber 93 AUB            | Auber 93 AUB |
| ------------ | ----------------------- | ------------ |
| Num          | Coureur                 | Pos          |
| 151          | Niels Brouzes (FRA)     | AB-4         |
| 152          | Tony Gallopin (FRA)     | 44e          |
| 153          | Romain Lemarchand (FRA) | 63e          |
| 154          | Julien Mazet (FRA)      | 78e          |
| 155          | Maxime Méderel (FRA)    | 13e          |
| 156          | Johan Mombaerts (FRA)   | 43e          |

| Colombia es Pasión Coldeportes CEP | Colombia es Pasión Coldeportes CEP | Colombia es Pasión Coldeportes CEP |
| ---------------------------------- | ---------------------------------- | ---------------------------------- |
| Num                                | Coureur                            | Pos                                |
| 161                                | Fabio Duarte (COL)                 | AB-1                               |
| 162                                | Wilson Marentes (COL)              | 62e                                |
| 163                                | Alex Cano (COL)                    | 52e                                |
| 164                                | Alejandro Ramírez (COL)            | AB-3                               |
| 165                                | Fader Andres Ardila Cano (COL)     | AB-4                               |
| 166                                | Robinson Chalapud (COL)            | 27e                                |

| France espoirs FRA | France espoirs FRA | France espoirs FRA |
| ------------------ | ------------------ | ------------------ |
| Num                | Coureur            | Pos                |
| 171                | Arthur Vichot      | 45e                |
| 172                | Thibaut Pinot      | 64e                |
| 173                | Yoann Bagot        | 72e                |
| 174                | Alexandre Geniez   | 21e                |
| 175                | Geoffrey Soupe     | 30e                |
| 176                | Romain Hardy       | 66e                |

| Kazakhstan KAZ | Kazakhstan KAZ          | Kazakhstan KAZ |
| -------------- | ----------------------- | -------------- |
| Num            | Coureur                 | Pos            |
| 181            | Alexandre Vinokourov    | AB-4           |
| 182            | Valentin Iglinskiy      | AB-4           |
| 183            | Yevgeniy Nepomnyachshiy | 25e            |
| 184            | Dmitriy Fofonov         | 56e            |
| 185            | Ablay Shugaipov         | AB-4           |
| 186            | Yevgeniy Sladkov        | 80e            |